# 島田正治
島田 正治(しまだ まさはる、1931年 - )は墨画家。墨で描くメキシコをテーマに描き続ける。兄は書家の島田雨城（しまだ　うじょう、1928-2019）

## 経歴
- 1931年 - 京都市中京に生まれる。
- 1953年 - 東京学芸大学書道科卒（このころより水墨画を描き始める）。
- 1961年 - 東京丸ビル、中央公論社画廊にて第1回個展。
- 1967年 - 初めてメキシコへ渡り半年滞在制作。以後毎年メキシコへ制作旅行に出かける。
- 1983年 - 実相寺昭雄監督より依頼で日本テレビドラマ「波の盆」題字を書く。
- 1986年 - 銀座、文藝春秋画廊にて個展。
- 1986年よりメキシコ、ハリスコ州・チャパラ湖畔に住む。ミチョワカン州、モレリア現代美術館にて個展。
- 1992年 - 銀座、文芸春秋画廊にて個展。京都市国際交流会館にて個展。
- 1995年10月 - グアナファト・セルバンティーノ国際芸術祭参加。
- 1998年 - 銀座、文芸春秋画廊にて在日メキシコ大使館の後援を受けて個展開催。グァダラハラ市、テレビサにて個展。
- 2004年 - 銀座、文芸春秋画廊にて個展開催。5月京都文化博物館にて個展。（主催:京都メキシコ文化協会）
- 2013年5月～8月 - 福井、若州一滴文庫にて個展。「墨と太陽」講演会開催。
- 2016年6月～7月 - ベラクルス州ハラパガレリア・ラモン・アルバ・デ・ラ・カナルにて個展開催。
- 2017年7月 - 在メキシコ日墨協会創立60周年記念展覧会に出品参加